# جائزة المكسيك الكبرى 1965
جائزة المكسيك الكبرى 1965 هو سباق فورمولا 1 أقيم بتاريخ 24 أكتوبر 1965 في مدينة مكسيكو، المكسيك. كان العاشر من أصل 10 في بطولة العالم لسباقات الفورمولا واحد موسم 1965. حلّ الأمريكي ريتشي جينثر أولا بينما جاء الأمريكي دان جورني في المركز الثاني وحصل على المركز الثالث البريطاني مايك سبنس.